# Godeliève Mukasarasi

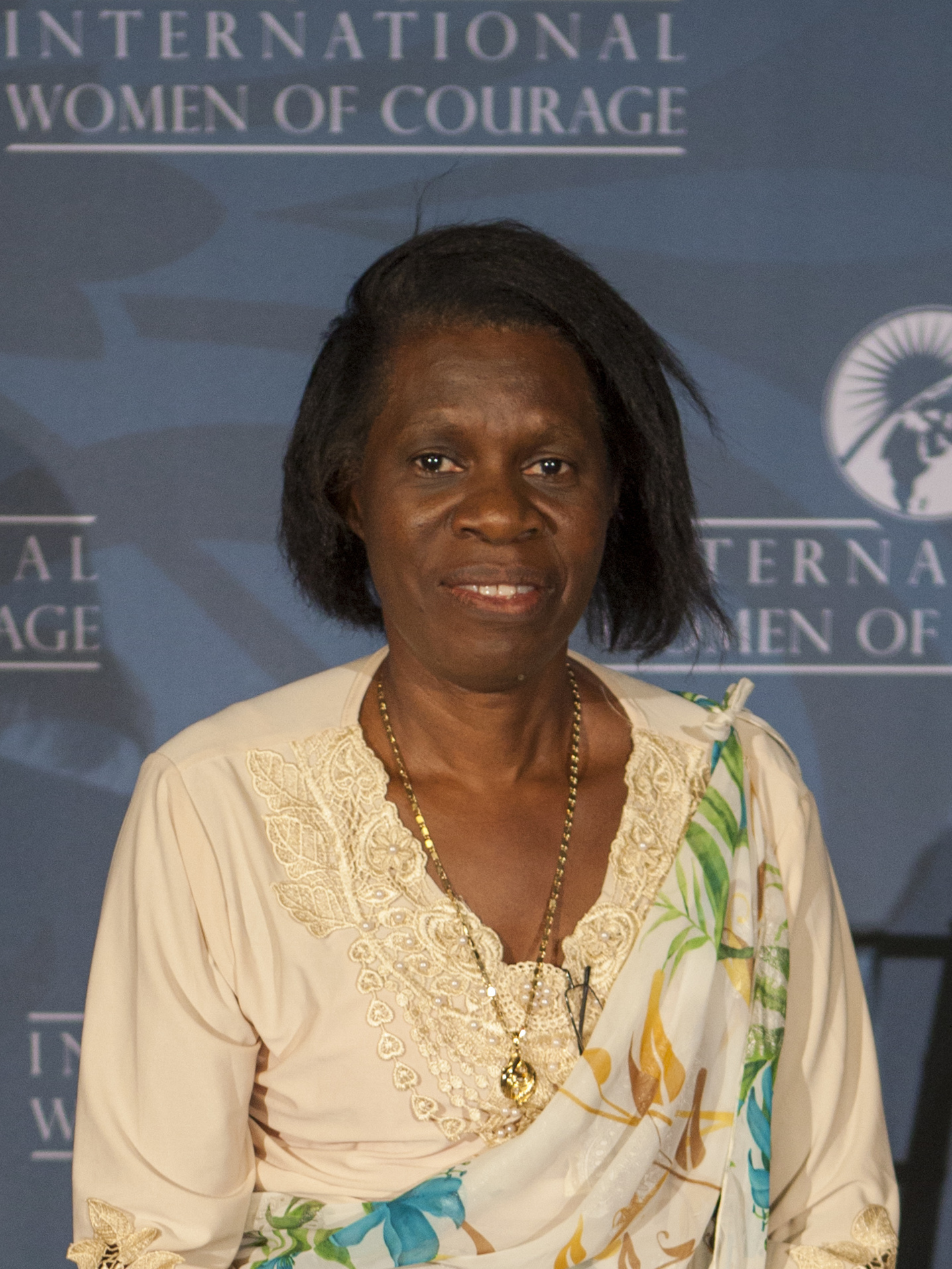
Godeliève Mukasarasi bei der Verleihung des IWCA 2018

Godeliève Mukasarasi (* 1959 in Gitarama, Südprovinz, Ruanda) ist eine ruandische Sozialarbeiterin und Aktivistin für Menschen- und Frauenrechte. Durch ihre Aussage im Prozess vor dem Internationalen Strafgerichtshof für Ruanda trug sie letztlich dazu bei, dass seit dem 1998 ergangenen „Akayesu-Urteil“ die Vergewaltigung von Frauen im Zuge von Kriegshandlungen juristisch als Kriegsverbrechen gewertet wird.
Für ihr herausragendes Engagement wurde sie auf internationaler Ebene mehrfach geehrt, zuletzt 2018 vom Außenministerium der Vereinigten Staaten mit dem International Women of Courage Award (IWCA).

## Leben und Engagement
Godeliève Mukasarasi wurde 1959 in Gitarama, der zweitgrößten Stadt Ruandas, als Tochter von Hutu-Bauern geboren. Da sie eine gute Schülerin war, erlaubten ihre Eltern, dass sie eine Ausbildung zur Sozialarbeiterin absolvierte. Die überzeugte Katholikin – mit einem Tutsi verheiratet und Mutter von vier Kindern – arbeitete in einem Bildungszentrum und lebte mit ihrer Familie in der Gemeinde Taba, als die Kämpfe zwischen den beiden verfeindeten Volksgruppen begannen und von den Hutu regelrecht Jagd auf die Tutsi-Bevölkerung gemacht wurde. Im Rahmen dieses Völkermordes in Ruanda zwischen April und Juni 1994 wurden zwischen 800.000 und 1.000.000 Menschen, Tutsi und oppositionelle Hutu (die sich nicht an den Morden beteiligen wollten), ermordet. Mukasarasis Ehemann und ihre Kinder konnten fliehen und überlebten in einem Versteck, ihre Tochter wurde jedoch vergewaltigt.
Noch im selben Jahr gründete Mukasarasi gemeinsam mit anderen Frauen die Hilfsorganisation SEVOTA (französisch Solidarité pour l’Epanouissement des Veuves et des Orphelins visant le Travail et l’Autopromotion), die Witwen und Waisen des Genozids und Opfern von Vergewaltigungen psychologische und finanzielle Unterstützung gibt und sich um die zahlreichen nach den Vergewaltigungen geborenen unerwünschten Kinder kümmerte, und wurde deren Präsidentin. SEVOTA existiert bis heute und kooperiert eng mit der deutschen Frauenrechtsorganisation medica mondiale.
Um für Gerechtigkeit zu sorgen, entschloss sich Mukasarasi gemeinsam mit ihrem Ehemann dazu, vor dem Internationalen Strafgerichtshof für Ruanda gegen Jean Paul Akayesu, den ehemaligen Hutu-Bürgermeister von Taba, auszusagen. Kurz vor ihrem geplanten Erscheinen vor Gericht wurde ihr Ehemann Emmanuel Rudasingwa jedoch am 23. Dezember 1996 zusammen mit ihrer elfjährigen Tochter Angélique und neun weiteren Personen brutal ermordet. Mukasarasi glaubt, dass dies ein Racheakt war, der von kurz zuvor aus dem Exil zurückgekehrten Hutu-Milizen ausgeführt wurde.
Trotz der Ermordung ihrer Angehörigen gab Mukasarasi nicht auf und fand vier weitere Personen, die gemeinsam mit ihr vor Gericht aussagten. Der letztlich erfolgte Schuldspruch des Strafgerichtshofs gegen Akayesu stellt eine Grundsatzentscheidung dar, die als richtungsweisend in der Geschichte des Völkerrechts angesehen wird, da hier erstmals Vergewaltigung und sexuelle Gewalt nicht nur als Verbrechen gegen die Menschlichkeit, sondern als Völkermordhandlung definiert wurden. 

## Preise und Auszeichnungen
Für ihre Arbeit mit SEVOTA erhielt Mukasarasi im Oktober 1996 von der Women’s World Summit Foundation den Prize for Women’s Creativity in Rural Life.
Die kanadische Institution Rights & Democracy ehrte Mukasarasi im Jahr 2004 mit dem John Humphrey Freedom Award.
Im Jahr 2018 war Mukasarasi eine von zehn Frauen aus aller Welt, die vom US-Außenministerium für ihr herausragendes Engagement mit dem International Women of Courage Award (IWOC) geehrt wurden. Die Verleihung des Preises fand am 23. März 2018 im Rahmen einer feierlichen Zeremonie im US-amerikanischen Außenministerium in Washington statt, bei der Mukasarasi eine kurze Ansprache hielt.

## Veröffentlichungen
Literatur
- mit Sylvestre Havugimanae: La contribution de SEVOTA aux femmes pendant et après le génocide. Lambert Academic Publishing, Saarbrücken 2018, ISBN 978-6-13843190-9 (französisch).
- mit Pierre Damien Habumuremyi, Adrie Mukashema: Integration of Raped Mothers Survivors of 1994 Genocide against Tutsi: A Case of SEVOTA Associations. Lambert Academic Publishing, Saarbrücken 2020, ISBN 978-6-20053140-7 (englisch).

Dokumentarfilm (Mitwirkung als Autorin und Darstellerin)
- mit Nick Louvel (Regie), Thierry Cruvellier et al: The uncondemned. Dokumentarfilm, Virgil Films, New York 2019, OCLC=1104665963, DVD-Video, 86 min. (englisch)[9]
- André Versaille, Benoit Dervaux: Ruanda – Vergewaltigung mit Folgen. Dokumentarfilm, ausgestrahlt auf arte am 12. März 2015.[10]